# Montañas Clark
Las montañas Clark son un grupo de montañas con una altura de unos 1200 m de altura ubicadas en las cordilleras Ford, Tierra de Marie Byrd, Antártida. Se encuentran a unos 16 km al este de las montañas Allegheny. Fueron descubiertas y fotografiadas en reconocimientos aéreos en 1940 realizados por el Servicio Antártico de Estados Unidos y nombradas en referencia a la Universidad Clark en Worcester, Massachusetts.

## Accidentes geográficos parte del grupo
- Nunataks Kelly
- Valle Mesquite
- Monte Atwood
- Monte Burnham
- Monte Ekblaw
- Monte Jones
- Monte Maglione
- Monte Van Valkenburg